# Jacquinotia edwardsii
Jacquinotia edwardsii är en kräftdjursart som först beskrevs av Jacquinot 1853.  Jacquinotia edwardsii ingår i släktet Jacquinotia och familjen maskeringskrabbor. Inga underarter finns listade i Catalogue of Life.